# Xenophon Overton Pindall
Xenophon Overton Pindall (* 21. August 1873 im Monroe County, Missouri; † 2. Januar 1935 in Little Rock, Arkansas) war ein US-amerikanischer Politiker und zwischen 1907 und 1909 Gouverneur des Bundesstaates Arkansas.

## Frühe Jahre und politischer Aufstieg
Pindall besuchte das Central College in Missouri und studierte anschließend an der University of Arkansas Jura. Dort machte er im Jahr 1896 sein Examen. Nach seiner Zulassung als Anwalt praktizierte er in Arkansas City, wo er gleichzeitig stellvertretender Staatsanwalt war. Pindall war Mitglied der Demokratischen Partei und wurde 1902 in das Repräsentantenhaus von Arkansas gewählt. Dort verblieb er bis 1906. In diesem Jahr bewarb er sich erfolglos um den Posten des Attorney General von Arkansas. Stattdessen wurde er in den Staatssenat gewählt.

## Gouverneur von Arkansas
Im Jahr 1906 war John Sebastian Little zum neuen Gouverneur gewählt worden. Dieser trat sein Amt im Januar 1907 an und musste schon im Februar nach einem Nervenzusammenbruch zurücktreten. Der damalige Senatspräsident John Isaac Moore amtierte dann bis zum 14. Mai 1907 als Gouverneur. An diesem Tag endete die Legislaturperiode des Staatssenats. Xenophon Pindall wurde Präsident des neu gewählten Senats und damit auch amtierender Gouverneur. Als Senatspräsident musste er die Amtszeit von Little, die noch bis Januar 1909 lief, beenden.
Pindall amtierte zwischen dem 14. Mai 1907 und dem 11. Januar 1909 als Gouverneur von Arkansas. Er kümmerte sich in seiner Amtszeit unter anderem um den Strafvollzug. Er besuchte die ausgegliederten Sträflinge, die auf sogenannten „Convict Farms“ arbeiten mussten, und verlangte eine Untersuchung der Strafbedingungen. Dies war der Anfang einer Entwicklung, die Jahre später zur Abschaffung des Leihsystems für Sträflinge führen sollte. In dieser Zeit wurden auch ein Lebensmittelschutzgesetz erlassen und der Ozark National Forest eingerichtet. Innenpolitisch lieferte er sich einen erbitterten Kampf mit dem ehemaligen Gouverneur Jeff Davis. Dieser versuchte, allerdings erfolglos, Pindall seines Amtes zu entheben. Am 11. Januar 1911 endete Pindalls Zeit als Senatspräsident und damit auch jene als amtierender Gouverneur. Zu diesem Zeitpunkt fehlten genau drei Tage bis zum Amtsantritt des gewählten Gouverneurs George Donaghey. Diese drei Tage musste der neue Senatspräsident Jesse M. Martin überbrücken.

## Späte Jahre
Nach dem Ende seiner Amtszeit wurde Pindall als Anwalt tätig. Er machte sich besonders als Strafverteidiger einen guten Namen. Er starb im Januar 1935 und wurde in Arkansas City beigesetzt.